# Urodeta
Urodeta is een geslacht van vlinders van de familie grasmineermotten (Elachistidae).

## Soorten
- U. absidata Sruoga & De Prins, 2011
- U. acerba Sruoga & De Prins, 2011
- U. acinacella Sruoga & De Prins, 2012
- U. aculeata Sruoga & De Prins, 2011
- U. bucera Sruoga & De Prins, 2011
- U. cisticolella Stainton, 1869
- U. crenata Sruoga & De Prins, 2011
- U. cuspidis Sruoga & De Prins, 2011
- U. falciferella (Sruoga & De Prins, 2009)
- U. faro Sruoga & De Prins, 2011
- U. gnoma (Sruoga & De Prins, 2009)
- U. hibernella (Staudinger, 1859)
- U. maculata (Mey, 2007)
- U. quadrifida Sruoga & De Prins, 2012
- U. spatulata (Sruoga & De Prins, 2009)
- U. taeniata (Mey, 2007)
- U. talea Sruoga & De Prins, 2011
- U. tantilla (Sruoga & De Prins, 2009)
- U. tortuosa Sruoga & De Prins, 2011
- U. trilobata Sruoga & De Prins, 2012